# Lorenz Spann
Lorenz Spann (Newark, 6 ottobre 1876 – febbraio 1972) è stato un ginnasta e multiplista statunitense.

## Carriera
Spann partecipò ai Giochi olimpici di Saint Louis 1904 nelle gare di triathlon e ginnastica. Giunse ventiseiesimo nel concorso generale individuale, ventiduesimo nel triathlon e trentaseiesimo nel concorso a tre eventi.